# Kosciusko Island
Kosciusko Island fa parte dell'arcipelago Alessandro, nell'Alaska sud-orientale (Stati Uniti d'America). Amministrativamente appartiene alla Census Area di Prince of Wales-Hyder. L'isola si trova all'interno della Tongass National Forest.

## Geografia
Kosciusko si trova a nord-ovest dell'isola Principe di Galles, da cui la divide il canale di El Capitan (El Capitan Passage). A nord-ovest lo stretto di Sumner (Sumner Strait) la divide dall'isola di Kuiu (Kuiu Island). La superficie totale dell'isola è di 437,7 km². L'altezza massima è quella del monte Nipples (819 m).

### Baie, Insenature e altre masse d'acqua
Intorno all'isola sono presenti le seguenti insenature marine (alcune misure sono ricavate da "Google Earth"):
Lato nord ed est sul canale di El Capitan (El Capitan Passage). Il canale di El Capitan 55°56′02″N 133°19′05″W collega il canale di Tuxekan (Tuxekan Passage) con la baia di Shakan (Shakan Bay). Il canale divide l'isola Kosciusko dall'isola Principe di Galles (Stati Uniti d'America). Nel canale, lungo in tutto circa 35 chilometri, sono presenti, collegate all'isola di Kosciusko, le seguenti masse d'acqua:
- Stretto di Dry (Dry Pass) 56°09′47″N 133°24′19″W - È la parte finale settentrionale del canale "El Capitan" e si collega con la baia di Shakan (Shakan Bay).
- Baia di Devilfish (Devilfish Bay) 56°05′39″N 133°20′39″W - La baia, una stretta insenatura, è lunga 5,6 chilometri.
- Baia di Kosciusko (Kosciusko Bay) 56°00′47″N 133°19′13″W - Nella baia, larga 800 metri, è stata sviluppata una coltura delle vongole.
- Canale di Tenass (Tenass Pass) 56°00′01″N 133°20′31″W - Il canale, lungo 4 chilometri, collega il canale di El Capitan con la baia di Tokeen (Tokeen Bay) e separa l'isola Kosciusko dalle isole di Spanberg, Orr e Scott.

Lato sud dell'isola. Il lato sud è caratterizzato da due masse d'acqua: dall'insenatura di Davidson (Davidson Inlet) 56°03′00″N 133°28′59″W la quale collega il canale di El Capitan (El Capitan Passage) con lo stretto di Sumner (Sumner Strait) e il canale di Warren (Warren Channel) 55°55′51″N 133°49′57″W il quale collega l'insenatura di Davidson con lo stretto di Sumner (Sumner Strait) e separa Kosciusko dall'isola di Warren (Warren Island). Qui sono presenti le seguenti masse d'acqua:
- Baia di Tokeen (Tokeen Bay) 56°00′20″N 133°24′48″W - La baia separa l'isola di Kosciusko dall'isola di Marble (Marbe Island)
- Baia di Holbrook (Holbrook Arm) 56°01′29″N 133°28′58″W - Questo braccio di mare, posizionato all'estremo nord dell'insenatura di Davidson, s'inoltra nella terraferma per oltre 4,5 chilometri.
- Baia di Van Sant (Van Sant Cove) 55°59′10″N 133°32′11″W
- Baia di Edna (Edna Bay) 55°56′48″N 133°38′01″W - La baia è ampia 3,2 chilometri.

Il passaggio tra l'insenatura di Davidson (Davidson Inlet) e il canale di Warren (Warren Channel) è ottenuto tramite tre canali tra Kosciusko e un gruppo di isole l'ultima delle quali si chiama Whale Head. I tre canali sono: Straw Pass 55°53′38″N 133°42′40″W, Cosmos Pass 55°53′36″N 133°42′17″W e Fake Pass 55°52′40″N 133°41′17″W. 
- Baia di Survey (Survey Cove) 55°54′51″N 133°43′56″W - La baia si trova a sud del canale di Warren.
- Baia di Halibut (Halibut Harbor) 55°55′09″N 133°46′35″W - La baia si trova a sud del canale di Warren.

Lato ovest dell'isola. Questo lato è bagnato dallo stretto di Sumner (Sumner Strait). Nello stretto, relative all'isola Kosciusko, sono presenti le seguenti masse d'acqua:
- Baia di Pole Anchorage (Pole Anchorage) 55°57′36″N 133°48′37″W
- Baia di Fishermans (Fishermans Harbor) 55°58′18″N 133°47′35″W
- Baia di Shipley (Shipley Bay) 56°05′18″N 133°33′35″W
- Stretto di Shakan (Shakan Strait) 56°07′29″N 133°30′46″W collega il canale di El Capitan (El Capitan Passage) con lo stretto di Sumner e divide l'isola Kosciusko dall'isola di Hamilton (Hamilton Island).

### Promontori
Sull'isola sono presenti alcuni promontori:
- Promontorio di Aneskett (Aneskett Point)[23] 56°08′51″N 133°17′27″W - Si trova sul canale di El Capitan (El Capitan Passage) ed ha una elevazione di 20 metri.
- Promontorio di Holbrook (Holbrook Point) 56°00′18″N 133°28′30″W - Si trova nell'insenatura di Davidson (Davidson Inlet).
- Promontorio di Limestone (Limestone Point)[24] 55°56′26″N 133°36′53″W - Si trova all'entrata della baia di Edna (Edna Bay) ed ha una elevazione di 24 metri.
- Capo Pole (Cape Pole)[25] 55°57′12″N 133°48′48″W - Si trova all'entrata del canale di Warren (Warren Channel) ed ha una elevazione di 8 metri.
- Promontorio di Hardscrabble (Point Hardscrabble)[26] 55°59′22″N 133°46′41″W - Si trova sullo stretto di Sumner (Sumner Strait).
- Promontorio di Ruins (Ruins Point)[27] 56°04′01″N 133°41′55″W - Si trova all'entrata sud della baia di Shipley (Shipley Bay) ed ha una elevazione di 33 metri.

### Laghi
Alcuni laghi presenti sull'isola:
| Nome del lago                  | Quota (m s.l.m.) | Dimensioni in chilometri (lunghezza x larghezza) | Coordinate             | Note                                                             |
| ------------------------------ | ---------------- | ------------------------------------------------ | ---------------------- | ---------------------------------------------------------------- |
| Lago di Sutter (Sutter Lake)   | 12               | 1,6 x 0,3                                        | 56°08′48″N 133°26′30″W | Il suo emissario sfocia nello Stretto di Shakan (Shakan Strait). |
| Lago di Shipley (Shipley Lake) | 19               | 3,2 x 0,6                                        | 56°05′28″N 133°27′27″W | Il suo emissario sfocia nella baia di Shipley (Shipley Bay).     |

### Fiumi
Principali fiumi dell'isola (le coordinate si riferiscono alla foce):
- Fiume Sutter (Sutter Creek)[31] 56°08′19″N 133°25′59″W - Il fiume alimenta il lago di Sutter (Sutter Lake).
- Fiume Tokhini (Tokhini Creek)[32] 56°07′30″N 133°17′37″W - Il fiume sfocia nel canale di El Capitan (El Capitan Passage).
- Fiume Trout (Trout Creek)[33] 56°03′05″N 133°41′45″W - Il fiume sfocia nello stretto di Sumner (Sumner Strait).
- Fiume Charley (Charley Creek)[34] 55°57′40″N 133°38′33″W - Il fiume sfocia nella baia di Edna (Edna Bay).
- Fiume Survey (Survey Creek)[35] 55°55′40″N 133°43′36″W - Il fiume sfocia nella baia di Survey (Survey Bay).

### Monti
Elenco dei monti presenti nell'isola:
| Nome del monte                     | Quota (m s.l.m.) | Coordinate             |                                                                             |
| ---------------------------------- | ---------------- | ---------------------- | --------------------------------------------------------------------------- |
| Monte Nipples (The Nipples)        | 880              | 56°06′54″N 133°28′31″W | Si trova nel nord dell'isola a sud dello Stretto di Shakan (Shakan Strait). |
| Monte Francis (Mount Francis)      | 538              | 56°03′41″N 133°36′09″W | Si trova a sud della baia di Shipley (Shipley Bay).                         |
| Picco di Tokeen (Tokeen Peak)      | 628              | 56°02′45″N 133°25′45″W | Si trova nel centro dell'isola.                                             |
| Picco di Pyramid (Pyramid Peak)    | 687              | 56°03′00″N 133°21′35″W | Si trova nel centro dell'isola.                                             |
| Monte Holbrook (Holbrook Mountain) | 807              | 56°01′44″N 133°27′08″W | Si trova a nord dell'insenatura di Davidson (Davidson Inlet).               |

## Storia
Nel 1879, l'isola è stata intitolata in onore di Tadeusz Kościuszko dal naturalista William Healey Dall.

## Centri abitati e altro
- Edna Bay 55°56′55″N 133°39′49″W - Qui si trova la maggiore comunità dell'isola. Situata a sud-est nell'omonima baia, aveva 79 abitanti secondo l'ultimo censimento del 2000[2].
- Cape Pole 55°57′54″N 133°47′39″W - Si tratta di una piccola comunità a sud-ovest dell'isola.
- Holbrook 56°02′05″N 133°29′33″W - È un approdo nel canale di Holbrook (Holbrook Arm).
- Shakan 56°08′19″N 133°27′51″W - È un approdo nello Stretto di Shakan (Shakan Strait).
- Shipley Bay Cabin 56°05′24″N 133°30′14″W - È un approdo nella baia di Shipley (Shipley Bay). Nell'entroterra si trova anche un capanno ad uso turistico.[42]

### Strade
Le uniche strade si trovano a sud dell'isola e collegano Edna Bay con "Cape Pole" e sono a sud la NF-1520 e a nord la NF-1525.

### Mt Calder Mt Holbrook Lud II Management Area
La Mt Calder Mt Holbrook Lud II Management Area (56°06′20″N 133°29′53″W - 246 km{\displaystyle ^{2}}) è un'area che si sviluppa nella parte nord-est dell'isola. Si tratta di un'area turistica gestita dal "Forest Service" compresa nella foresta Nazionale di Tongass (Tongass National Forest). Comprende le seguenti isole: Prince of Wales Island, Kosciusko Island, Middle Island, Davide Island e Hamilton Island, comprese alcune isole più a nord ad est dell'isola di Kuiu (Kuiu Island). Sull'isola "Principe di Galles" comprende il monte Calder (Mount Calder) alto 1.027 metri 56°13′54″N 133°35′37″W, mentre sull'isola di Kosciusko comprende il monte Holbrook (Holbrook Mountain) alto 807 metri 56°01′42″N 133°27′17″W.